# Marvin Gaye
Marvin Pentz Gay Jr., conegut com a Marvin Gaye (2 d'abril de 1939 - 1 d'abril de 1984), va ser un músic, cantant i lletrista nord-americà de soul i Rhythm and blues i un dels components fonamentals de l'estil Motown Sound.

## Biografia

### Primers anys
Marvin Pentz Gay, Jr. —la e final la va afegir ell, tal com va fer Sam Cooke— va néixer a Washington, DC. Els seus pares eren Alberta Gay (Cooper de nom de soltera) i de Marvin Gay Sr., que era un predicador, ministre de la Casa de Déu (House of God), una congregació conservadora cristiana amb elements del pentecostalisme i judaisme ortodox que exigia el compliment d'uns codis de conducta estrictes i no celebrava cap festivitat. Marvin va començar a cantar en el cor de l'església, un lloc en el qual anys més tard diria «vaig aprendre l'alegria de la música»; no obstant això, a casa havia de suportar el fonamentalisme moral i els atacs d'ira del seu pare. Durant aquells anys va aprendre a tocar el piano i la bateria veient-se obligat a abandonar l'atletisme per la intransigència paterna.
Sense més sortida que la música, als 15 anys va formar el seu primer grup DC Tones. Després d'un breu parèntesi en les forces aèries de les quals va ser expulsat per indisciplina va ingressar en el grup de doo-wop The Rainbows i posteriorment en The Marquees gravant un senzill, apadrinat per Bo Diddley, que no va tenir èxit. Poc després es va unir a The Moonglows, grup liderat per Harvey Fuqua i, en aquells temps, un dels millors grups de doo-wop. Mama Loocie (1959, Chess Records) va ser el primer senzill publicat amb The Moonglows.
Després de diversos treballs i gires, Harvey Fuqua va dissoldre el grup i es va traslladar a Detroit a la recerca de majors oportunitats duent-se en Gaye. Allí va fundar un segell discogràfic i va contreure matrimoni amb Gwen Berry que regentava un altre petit segell; ambdós es van fusionar poc més tard en el segell Tri Phi Records i van incorporar al seu catàleg Marvin Gaye que s'havia casat amb Anna Berry, germana major de Gwen, en 1961. Posteriorment Berry Gordy, germà d'Anna i Gwen, i propietari de la discogràfica Tammi, després Tamla Motown, va absorbir la companyia Tri Phi.

### Amb Motown
A Motown, on faria una brillant carrera, Gaye va començar acompanyant a la bateria, entre altres grups, a Smokey Robinson & the Miracles, i fent acompanyaments vocals i tocant el piano en enregistraments d'altres artistes. L'agost de 1961, va debutar com solista amb The Soulful Moods Of Marvin Gaye sense massa èxit. Desviant-se del camí de les balades convencionals va compondre amb William Stevenson i George Gordy That Stubborn Kinda' Fellow (1963), del que es va publicar el senzill que dona títol a l'àlbum, Hitch Hike i Pride and Joy, els seus primers èxits en Motown, als quals seguiria l'àlbum How Sweet It Is (To Be Loved By You) (1964) i els senzills I'll/ Be Doggone i Ain't That Peculiar (1965). En 1964 va iniciar els seus dueto amb Mary Wells, l'estrella femenina de la Motown, amb qui va gravar, aquest mateix any, Together i un parell de cançons que van tenir una mica de popularitat. Posteriorment va gravar amb Kim Weston Take Two (1967), però els seus millors duets van ser sens dubte amb Tammi Terrell, amb la qual va aconseguir recrear als ulls del públic el romanç perfecte fins al punt que van circular insistents remors sobre les relacions entre els dos, que no van passar de ser bons amics. Amb ella va obtenir grans èxits com Ain't No Mountain High Enough i Your Precious Love en 1967 i Ain't Nothing Like the Real Thing i You're All I Need to Get By en 1968. La fantasia va acabar bruscament després que l'estiu de 1967 Tammi Terrel es desmaiés en l'escenari en els braços de Gaye per un tumor cerebral no diagnosticat que acabaria amb la seva vida tres anys més tard; «sento que, d'alguna manera, he mort amb ella» diria Gaye.

### Com a solista
A l'any següent va explotar en solitari les llistes amb I Heard It Through the Grapevine (1968) i es col·loca en el nombre u de les llistes de R&B i pop i assoleix vendre més de 4 milions de còpies del senzill; el major èxit de vendes de Motown en la dècada dels 60. No obstant això, a partir d'aquest moment Gaye comença a distanciar-se en l'àmbit artístic dels productors de la Motown i seguint la tendència que es manifesta en la música popular d'aquells anys d'incorporar a les lletres temàtiques socials i polítiques, grava el 1971 el que fet i fet serà considerat el seu millor àlbum, What's Going On, amb elements del jazz i la música clàssica i en el qual aborda la protecció del medi ambient, la corrupció política, l'abús de la droga i la guerra de Vietnam inspirat pel seu germà Frankie Gaye que acabava de tornar del front.
Qualificat per alguns com el millor àlbum soul de la història, What's Going On té no obstant això que superar la inicial oposició de Gordy que ho jutja excessivament polític i escassament comercial; no obstant això, Gaye es nega a realitzar cap altre enregistrament fins que es gravi el senzill, cosa a què Gordy accedeix finalment el gener de 1971. Una vegada publicat arriba ràpidament als llocs primer i segon en les llistes de soul i pop i davant l'èxit, Gordy reconeix la victòria de Gaye i cedeix a les demandes d'aquest. El LP es grava en tan sols 10 dies al març i surt a la llum el 21 de maig, aconseguint el mateix èxit que el senzill. La ironia és que, després de trenta anys venent-se, l'àlbum que Motown no volia al principi per ventura sigui la millor expressió d'allò que somiava Gordy: «música que arribi als cors, les ànimes, i les carteres de totes les persones».
En 1973 grava Let's Get It On, un àlbum impregnat de sensualitat que té bona acollida entre el públic i el mateix any grava amb Diana Ross Marvin i Diana. Ja en solitari i al mateix temps que acaba el seu matrimoni publica I Want You. Després del seu divorci d'Anna Gordy, és condemnat en 1976 per un tribunal per l'impagament de la pensió alimentària, veient-se obligat a treballar en un nou disc; el resultat és Here, My Dear un àlbum tan personal que Anna Gordy considera fins i tot la possibilitat de demandar-lo per envair la seva privadesa.

### Últims anys
Després de diversos revessos professionals i un nou fracàs matrimonial Gaye es trasllada a Hawaii i finalment, per problemes d'impostos, recala en Europa en 1981, on traurà a la llum In Our Lifetime, un complicat i intimista disc que posarà fi a la seva relació amb Motown. Després de signar amb Columbia Records en 1982 va compondre Midnight Love al mateix temps que intentava sobreposar-se a la seva addicció a la cocaïna; una de les seves cançons, Sexual Healing, és una de les més famoses de Gaye. A pesar del ressorgir de la seva carrera i la seva retrobada amb la fama, es va enfonsar encara més en les drogues de les quals va intentar aïllar-se buscant refugi a casa dels seus pares. No obstant això, durant el temps que va passar allí en diverses ocasions va intentar suïcidar-se després de mantenir agres discussions amb el seu pare. Finalment, l'1 d'abril de 1984, la vigília del seu 45è aniversari, en el transcurs d'una d'aquestes discussions el seu pare el matà d'un tret, fet que seria qualificat com a «homicidi justificable», amb una arma que el mateix Marvin li havia donat quatre mesos abans. El pare va morir en 1998 d'un atac al cor.
En 1987 Gaye va ocupar el seu lloc en el Saló de la Fama del Rock and Roll. No va ser aquest, no obstant això, l'únic homenatge a la seva figura; en vida, en 1983, el grup britànic Spandau Ballet va gravar el senzill True dedicat a Gaye i al «so Motown», un any després de la seva mort The Commodores recollia la defunció de Gaye en Night Shift i en 1999 el món del R&B retia honors al «Príncep de Motown» en l'àlbum Marvin Is 60.

## Discografia

### En solitari
- 1961: The Soulful Moods of Marvin Gaye
- 1963: That Stubborn Kinda Fellow
- 1963: Recorded Live on Stage
- 1964: Hello Broadway
- 1964: When I'm Alone I Cry
- 1965: How Sweet It Is To Be Loved By You (R&B #4, US #128)
- 1965: A Tribute to the Great Nat "King" Cole
- 1966: Moods of Marvin Gaye (R&B #8, US #118)
- 1967: Marvin Gaye at the Copa (cancelled; later released in 2005)
- 1968: In the Groove (reissued in 1969 as I Heard It Through the Grapevine) (R&B #2, US #63)
- 1969: M.P.G. (R&B #1, US #40)
- 1970: That's The Way Love Is (R&B #17, US #189)
- 1971: What's Going On (R&B #1, US #6) %[Gold]
- 1972: You're the Man (withdrawn)
- 1972: Trouble Man (R&B #3, US #14)
- 1973: Let's Get It On (R&B #1, US #2)
- 1974: Marvin Gaye Live! (R&B #1, US #8)
- 1976: I Want You (R&B #1, US #4)
- 1977: Live at the London Palladium (R&B #1, US #3)
- 1978: Here, My Dear (R&B #4, US #26)
- 1979: Love Man (cancelled)
- 1981: In Our Lifetime (R&B #6, US #32)
- 1994: The Norman Whitfield Sessions

### Duos
Marvin Gaye & Mary Wells1964: Together (US #42)
Marvin Gaye & Kim Weston1966: Take Two (R&B #24)
Marvin Gaye & Tammi Terrell
- 1967: United (R&B #7, US #69)
- 1968: You're All I Need (R&B #4, US #60)
- 1969: Easy (US #184)

Diana Ross & Marvin Gaye1973: 'Diana & Marvin (R&B #7, US #26)

### Amb Columbia Records
- 1982: Midnight Love (R&B #1, US #7) [3x Platinum]
- 1985: Dream Of A Lifetime (posthumously) (R&B #8, US #41)
- 1985: Romantically Yours (posthumously)

### Recopilacions
- 1964: Greatest Hits, Vol. 1 (US #72)
- 1967: Greatest Hits, Vol. 2 (R&B #19, US #178)
- 1969: Marvin Gaye & His Girls (R&B #16, US #183)
- 1970: Super Hits (R&B #19, US #117)
- 1970: Greatest Hits (w/Tammi Terrell) (R&B #17, US #171)
- 1974: Anthology (version #1) (R&B #10, US #61)
- 1976: Marvin Gaye's Greatest Hits (R&B #17, US #44) [Platinum]
- 1983: Every Great Motown Hit of Marvin Gaye (US #80) [Platinum]
- 1984: Anthology (version #2)
- 1986: Motown Remembers Marvin Gaye (R&B #48, US #193)
- 1988: A Musical Testament: 1964-1984 (R&B #69)
- 1991: The Marvin Gaye Collection (R&B #67)
- 1995: Anthology (version #3)
- 1995: The Màster: 1961/1984 (box set)
- 2000: 20th Century Màsters - The Millennium Collection: The Best of Marvin Gaye, Vol. 1 - the 1960s
- 2001: 20th Century Màsters - The Millennium Collection: The Best of Marvin Gaye, Vol. 2 - the 1970s
- 2001: 20th Century Màsters - The Millennium Collection: The Best of Marvin Gaye & Tammi Terrell
- 2001: The Complete Duets (w/Tammi Terrell)
- 2001: Love Songs: Greatest Duets
- 2002: Love Songs: Bedroom Ballads
- 2002: The Very Best of Marvin Gaye (re-released in 2005 as Marvin Gaye: Gold) (2002 - R&B #85, US #167; 2005 - R&B #95) [Gold]

### Reedicions de luxe
- 2001: What's Going On (Deluxe Edition)
- 2001: Let's Get It On (Deluxe Edition)
- 2003: I Want You (Deluxe Edition)